# Ernst Wilhelm von Schlotheim

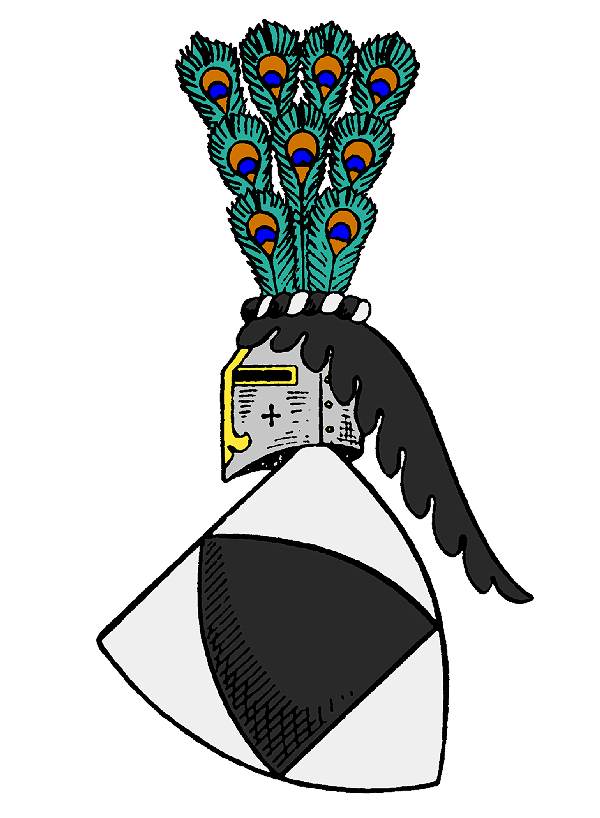
Wappen derer von Schlotheim

Ernst Wilhelm von Schlotheim (* 9. August 1764 in Witzenhausen; † 4. November 1845 in Wietersheim) war Hessen-kasselscher Oberstlieutenant und als Königlich-Westphälischer Generalmajor Kommandant von Kassel.

## Leben

### Herkunft
Ernst Wilhelm von Schlotheim entstammte dem thüringischen Uradelsgeschlecht Schlotheim, das seinen Stammsitz im thüringischen Schlotheim bei Mühlhausen hatte und war ein Sohn des Generalleutnants Karl Wilhelm von Schlotheim (1718–1783) und dessen Ehefrau Albertine Christiane Kaufberg (1734–1788).

### Familie
Schlotheim heiratete 1796 Charlotte von Lehsten (1772–1840), eine Tochter des Jaspar Wilhelm von Lehsten und der Gräfin Christine von Dernath. Das Paar hatte mehrere Kinder: 
- Carl (* 2. April 1796; † 14. Mai 1869), Landrat in Minden[1] ∞ 1820 Félicité-Mélanie Adélaïde Lagarde (*  7. September 1803; †  8. Juli 1876)
- Jérôme (* 26. Januar 1809; † 4. März 1882), Regierungspräsident

∞ 1837 Dorothea (Dorette) von Wurmb (* 14. Mai 1815; † 25. Oktober 1853)
∞ 1860 Charlotte von Haynau (* 15. November 1823; † 2. März 1906)
- Emilie Luitgarde (1798–1863)

∞ 1821 Freiherr Ernst von Gayl († 1. Juni 1832), Kammerherr
∞ 1834 Friedrich Christian Ludwig Caesar von Schlepegrell (1786–1856)
- Luise (1801–1852) ∞ Karl Jobst August von Reiche (* 10. April 1800; † 1855), hannoverischer Staatsminister[2]
- Friederike (* 24. April 1806; † 7. November 1882) ∞ 1831 Freiherr Wilhelm Ferdinand von Stein-Liebenstein zu Brachfeld (* 14. März 1797; † 28. April 1849), k.k. Oberst[3], Eltern von Ferdinand von Stein-Liebenstein zu Barchfeld

### Wirken
Wie schon seine Vorfahren entschied er sich für eine Laufbahn in der Hessen-kasselschen Armee und wurde dort 1796 Kapitän und ein Jahr später Major. 1802 erhielt er als Oberstlieutenant das Kommando über ein Husaren-Regiment.
Nachdem durch den Frieden von Tilsit im Jahre 1807 durch Napoleon
das Königreich Westphalen errichtet und sein Bruder Jérôme Bonaparte König des Landes mit Regierungssitz in Kassel wurde, erhielt von Schlotheim dort die Ernennung zum Generalmajor und Kommandanten der Truppen.